# 庫奧爾塔內
庫奧爾塔內是芬蘭的城鎮，位於該國西南部，由南博滕區負責管轄，面積489方公里，該地區自公元前8,500年前有人類居住，2013年人口3,870，人口密度為每平方公里8.37人。

## 外部連結
- Municipality of Kuortane （页面存档备份，存于） – Official website （文）